# Петропільська сільська рада
Петропі́льська сільська́ ра́да — адміністративно-територіальна одиниця та орган місцевого самоврядування в Шевченківському районі Харківської області. Адміністративний центр — село Петропілля.

## Загальні відомості
Петропільська сільська рада утворена в 1974 році.
- Територія ради: 86,98 км²
- Населення ради: 1 455 осіб (станом на 2001 рік)
- Територією ради протікає річка Середня Балаклійка.

## Населені пункти
Сільській раді підпорядковані населені пункти:
- с. Петропілля
- с. Гроза
- с. Колісниківка
- с. Максимівка
- с. Олександрівка
- с. Олексіївка
- с. Самарське
- с. Ставище
- с. Сумське

### Колишні населені пункти
- Веселе
- Вишневе

## Склад ради
Рада складається з 16 депутатів та голови.
- Голова ради: Бурма Володимир Григорович
- Секретар ради: Козир Тамара Петрівна

### Керівний склад попередніх скликань
| Прізвище, ім'я, по батькові     | Основні відомості                                   | Дата обрання | Дата звільнення |
| ------------------------------- | --------------------------------------------------- | ------------ | --------------- |
| Олехнович Олександр Миколайович | Сільський голова, 1960 року народження              | 26.03.2006   | 31.10.2010      |
| Бурма Володимир Григорович      | Сільський голова, 1966 року народження, освіта вища | 31.10.2010   |                 |

Примітка: таблиця складена за даними сайту Верховної Ради України

### Депутати
За результатами місцевих виборів 2010 року депутатами ради стали:

#### За суб'єктами висування
| Суб'єкт висування                                       | Кількість обраних депутатів | %    |
| ------------------------------------------------------- | --------------------------- | ---- |
| Партія регіонів                                         | 8                           | 50   |
| Самовисування                                           | 6                           | 37,5 |
| Політична партія Всеукраїнське об'єднання «Батьківщина» | 2                           | 12,5 |

#### За округами
| № округу                                                | Прізвище, ім'я, по батькові    | Дата визнання обраним | Освіта             | Партійна приналежність                        | Відомості про обраного депутата                                         |
| ------------------------------------------------------- | ------------------------------ | --------------------- | ------------------ | --------------------------------------------- | ----------------------------------------------------------------------- |
| Партія регіонів                                         |                                |                       |                    |                                               |                                                                         |
| 3                                                       | Гангу Лілія Олександрівна      | 02.11.2010            | вища               | позапартійна                                  | Петропільський сільський клуб, завідувачка сільського клубу             |
| 4                                                       | Колій Наталія Вікторівна       | 02.11.2010            | вища               | позапартійна                                  | Шевченківський районний підрозділ ЧМВУД департаменту України, інспектор |
| 5                                                       | Левченко Світлана Петрівна     | 02.11.2010            | середня            | позапартійна                                  | Семенівський сільський клуб, завідувачка сільського клубу               |
| 10                                                      | Коваленко Людмила Миколаївна   | 02.11.2010            | середня            | позапартійна                                  | ООО «Шевченківський світанок», швачка                                   |
| 11                                                      | Крисевич Олена Олександрівна   | 02.11.2010            | вища               | позапартійна                                  | пенсіонер                                                               |
| 12                                                      | Таран Кіль Зайда               | 02.11.2010            | середня спеціальна | позапартійна                                  | СТОВ «Грозянське», техпрацівник                                         |
| 13                                                      | Долганін Анатолій Миколайович  | 02.11.2010            | середня спеціальна | позапартійний                                 | ГПУ «Шебелинка газ видобування», машиніст                               |
| 14                                                      | Козир Тамара Петрівна          | 02.11.2010            | середня спеціальна | член Партії регіонів                          | СТОВ «Грозянське», інспектор відділу кадрів                             |
| Політична партія Всеукраїнське об'єднання «Батьківщина» |                                |                       |                    |                                               |                                                                         |
| 1                                                       | Проценко Володимир Григорович  | 02.11.2010            | середня спеціальна | член Всеукраїнського об'єднання «Батьківщина» | тимчасово не працює                                                     |
| 8                                                       | Воєводін Іван Васильович       | 02.11.2010            | середня            | член Всеукраїнського об'єднання «Батьківщина» | СТОВ «Грозянське», механізатор                                          |
| Самовисування                                           |                                |                       |                    |                                               |                                                                         |
| 2                                                       | Бєлоконь Надія Миколаївна      | 02.11.2010            | середня спеціальна | позапартійна                                  | Бібліотека Петровської сільради, бібліотекар                            |
| 6                                                       | Єременко Валентина Анатоліївна | 02.11.2010            | вища               | позапартійна                                  | Петропільська сільська рад, головний бухгалтер                          |
| 7                                                       | Чепеленко Валентина Василівна  | 02.11.2010            | середня спеціальна | позапартійна                                  | Петропільська сільська рад, секретар                                    |
| 9                                                       | Ларіонов Микола Миколайович    | 02.11.2010            | середня            | позапартійний                                 | ТОВ «Сенатор», оператор                                                 |
| 15                                                      | Гриб Микола Павлович           | 02.11.2010            | середня            | позапартійний                                 | СТОВ «Грозянське», інженер                                              |
| 16                                                      | Риндіна Ніна Павлівна          | 09.01.2011            | середня спеціальна | позапартійна                                  | приватний підприємець                                                   |